# Крофорд, Розанна
Роза́нна Кро́форд (англ. Rosanna Crawford; 23 мая 1988, Канмор, Альберта) — канадская биатлонистка, младшая сестра Олимпийской чемпионки в лыжных гонках Чандры Крофорд.
Завершила карьеру в сезоне 2018/2019 годов

## Биография
Биатлоном начала заниматься с 1998 года, в 10 лет, лыжными гонками — с 5 лет. В 2007 году в составе сборной провинции Альберта на Канадских играх выиграла спринт и индивидуальную гонку. За сборную Канады Крофорд дебютировала на этапе Кубке мира по биатлону в немецком Рупольдинге в январе 2010 года. Принимала участие и на Олимпийских играх в Ванкувере.
Первые успехи пришли к спортсменке в сезоне 2012/2013. На этапе Кубка мира в австрийском Хохфильцене она набрала свои первые кубковые очки, финишировав 24-й в спринте. На следующем этапе в словенской Поклюке Крофорд заняла 12-е место в спринте и 27-е место в пасьюте. Эти результаты позволили ей впервые в своей карьере пробиться в масс-старт, в котором она оказалась на 22-м месте.
В сезоне 2014/2015 в гонке преследования на этапе в Хохфильцене спортсменка впервые финишировала в пятерке сильнейших. Причем по ходу гонки Крофорд сумела отыграть 29 позиций. Это позволило ей принять участие в цветочной церемонии.
В сезоне 2017/2018 на этапе в Рупольдинге Крофорд впервые выиграла медаль в личной гонке на кубке мира по биатлону, заняв третье место в индивидуальной гонке.
Завершила карьеру в сезоне 2018/2019 годов. В августе 2019 года вышла замуж за коллегу по сборной Брендана Грина.